# Attentat déjoué avant l'Euro 2016
L'attentat déjoué avant l'Euro 2016 est un projet d'attaque terroriste non aboutie au moyen d'armes et d'explosifs. Le procès est ouvert le 8 mars 2021.

## Déroulement des faits

### Enquête

#### Début
L'enquête débute en novembre 2015, à la suite de l'interpellation en Turquie de deux individus se rendant en Syrie selon les autorités ayant dans leur entourage Anis Bahri et Réda Kriket, suspectés d'avoir séjourné en zone irako-syrienne entre fin 2014 et début 2015.

### Arrestations
À la suite des attentats du métro et de l'aéroport de Bruxelles en mars 2016, Reda Kriket, localisé en région parisienne par la Direction générale de la sécurité intérieure (DGSI) est activement recherché. Un avis de recherche avec sa photo est transmis à l'ensemble des commissariats de France ce qui constitue un fait rare en matière de terrorisme. Il est arrêté le 24 mars 2016 à Boulogne-Billancourt après une filature.
Les enquêteurs découvrent une planque à Argenteuil, louée sous un faux nom et y découvrent notamment six fusils d'assaut, sept armes de poing, plusieurs milliers de munitions et de billes en métal, 1,3 kilos d'explosif industriel et 105 grammes de TATP. L'ADN de proches connus aussi de l'antiterrorisme, Anis Bahri et Abderahmane Ameuroud, y est décelé dans l'appartement, ils sont à leur tour arrêtés aux Pays-Bas et en Belgique.
En conférence de presse, François Molins, procureur de la République déclare le 30 mars 2016, que le suspect, Reda Kriket, préparait « une action terroriste imminente ».

### Réseau
Complices présumés :
- Reda Kriket, né en 1982 à Courbevoie (Hauts-de-Seine), est un ancien braqueur considéré comme un potentiel agent dormant de la cellule terroriste des attentats de 2015 et 2016 qui ont frappé Paris et Bruxelles les 13 novembre 2015 et le 22 mars 2016. Il est arrêté le 24 mars 2016[4],[2]. Un mandat d'arrêt international avait été émis contre lui en 2014[5].
- Abderrahmane Ameuroud (en), déjà condamné en 2005 pour des faits de terrorisme[6].
- Rabah Meniker,
- Yasin Alami.
- Miloud F.,
- Khalid Zerkani,
- Abou Badr,
- Anis Bahri,

### Procès
Le procès est ouvert le 8 mars 2021 en l'absence d'Anis Bahri. 
Lors du procès, une enquêtrice de la DGSI, se déclare certaine qu'« une tuerie de masse particulièrement sanglante et organisée » était prévue.
Le 9 avril 2021, les cinq magistrats professionnels de la cour d’assises spéciale de Paris condamnent à la même peine de 24 ans de réclusion Réda Kriket, Anis Bahri et Abderrahmane Ameuroud suspects principaux de l'attentat déjoué avant l'Euro 2016. La cour d'assises  a acquitté deux autres suspects et ordonné leur remise en liberté, alors que deux autres sont condamnés à huit et douze ans de prison.
Le 13 juin 2022, Réda Kriket est condamné en appel par la cour d'assises spéciale à 30 ans de réclusion criminelle, avec une période de sûreté des deux tiers, de même que autres accusés, Anis Bahri et Abderrahmane Ameuroud.